# 20632 Carlyrosser
20632 Carlyrosser este un asteroid din centura principală de asteroizi.

## Descriere
20632 Carlyrosser este un asteroid din centura principală de asteroizi. A fost descoperit pe 2 octombrie 1999 la Socorro, New Mexico, în cadrul proiectului LINEAR. Asteroidul prezintă o orbită caracterizată de o semiaxă mare de 2,48 ua, o excentricitate de 0,11 și o înclinație de 7,6° în raport cu ecliptica.